# Liste des maires du Petit-Bornand-les-Glières
La liste des maires du Petit-Bornand-les-Glières présente la liste des maires de la commune du Petit-Bornand-les-Glières, située en Haute-Savoie. 

## Histoire
Avant l'invasion des troupes révolutionnaires françaises en 1792, le village de Petit-Bornand était dirigé par le "Premier syndic" et son conseil. L'annexion du duché de Savoie voit se mettre en place l'administration française dont la fonction de maire. À la suite de la Restauration des États de Savoie en 1815, Le Petit-Bornand retrouve le système de gestion sarde jusqu'à l'Annexion de la Savoie à la France, à la suite du traité de Turin de 1860.

## Liste des maires
En juin 1860, le duché de Savoie est réuni à la France. Les maires sont nommés par l’Empereur, pour une durée de quatre ans. À la suite de la chute du Second Empire, au cours des trois premières républiques, les maires sont de nouveaux à la tête des communes et sont élus par les citoyens. Durant la période du Régime de Vichy (1941-1944), le représentant de la commune est nommé.
| Période                                  | Période      | Identité               | Étiquette | Qualité |
| ---------------------------------------- | ------------ | ---------------------- | --------- | ------- |
| Les données manquantes sont à compléter. |              |                        |           |         |
| 01/02/1861                               | 06/09/1865   | Joseph Montessuit      | ...       | ...     |
| 06/09/1865                               | 20/04/1875   | Maurice Bussat         | ...       | ...     |
| 20/04/1875                               | 09/01/1867   | François Marie Pedat   | ...       | ...     |
| 09/01/1867                               | 20/05/1888   | Florian Gaillard       | ...       | ...     |
| 20/05/1888                               | 19/05/1912   | Jean Gaillard          | ...       | ...     |
| 19/05/1912                               | 10/12/1919   | Pierre Joseph Gaillard | ...       | ...     |
| 10/12/1919                               | 17/05/1925   | Edouard Thabuis        | ...       | ...     |
| 17/05/1925                               | 10/09/1944   | François Merlin        | ...       | ...     |
| 10/09/1944                               | 20/05/1945   | Jean Claude Ballanfat  | ...       | ...     |
| 20/05/1945                               | 02/11/1947   | Gaston Gaillard        | ...       | ...     |
| 02/11/1947                               | 08/06/1963   | Marcel Merlin          | ...       | ...     |
| 08/06/1963                               | 15/03/1971   | Gilbert Gaillard       | ...       | ...     |
| 15 mars 1971                             | 26 mars 1977 | Hubert Puthod          | ...       | ...     |
| 26 mars 1977                             | 18 mars 1983 | Gilbert Gaillard       | ...       | ...     |
| 18 mars 1983                             | 21 mars 1989 | Jean Claude Gaillard   | ...       | ...     |
| 21 mars 1989                             | mars 2008    | Bernard Caullireau     | ...       | ...     |
| mars 2008                                | mars 2015    | Marc Chuard            | ...       | ...     |
| mars 2015                                | juin 2015    | Délégation spéciale    | ...       | ...     |
| 12 juin 2015,                            | En cours     |                        |           |         |

## Pour approfondir